# Elektrotechnika
Az elektrotechnika az elektromos energia előállításával, továbbításával és felhasználásával foglalkozó tudomány. Ide tartoznak az erőművek, transzformátorok, erősáramú kábelek és fogyasztók. (Nem tévesztendő össze az elektronikával, amely információs és szabályzó jelek előállításával, továbbításával és felhasználásával foglalkozik. Az utóbbihoz tartozik a rádió, televízió, a telefon, a mikrofonok és hangszórók, erősítők, vezérlő és szabályzó áramkörök.)
Az elektrotechnika két fő részterületből áll:
- gyengeáramú technika, amely az elektromos áram jeltovábbító képességével foglalkozik (pl. távközléstechnika),
- erősáramú technika, amely az elektromos áram energiájával (pl. elektromotorok, transzformátorok, erősáramú kapcsolók stb. alkalmazása).